# Circolo del Basso Reno-Vestfalia

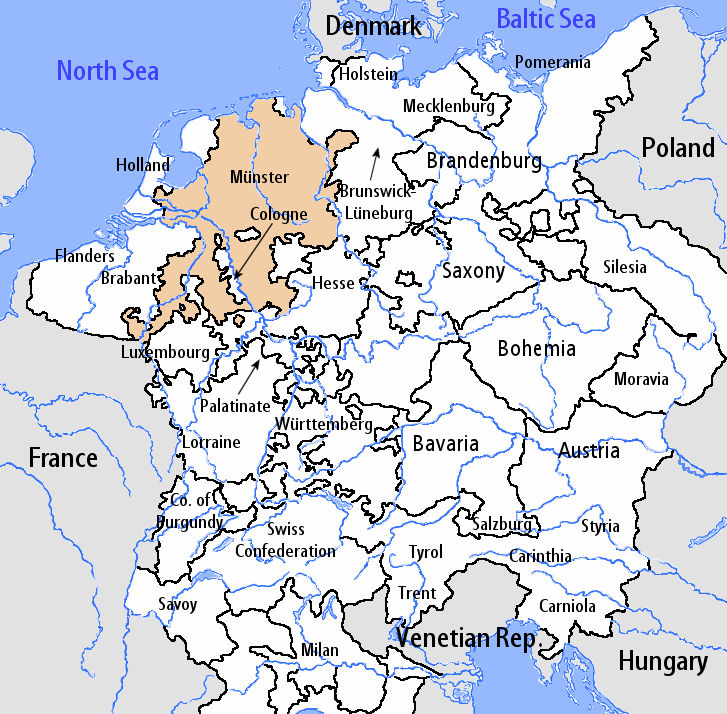
Mappa delle Province Imperiali all'inizi del XVI sec. La regione del Basso Reno-Vestfalia è indicata in marrone chiaro.

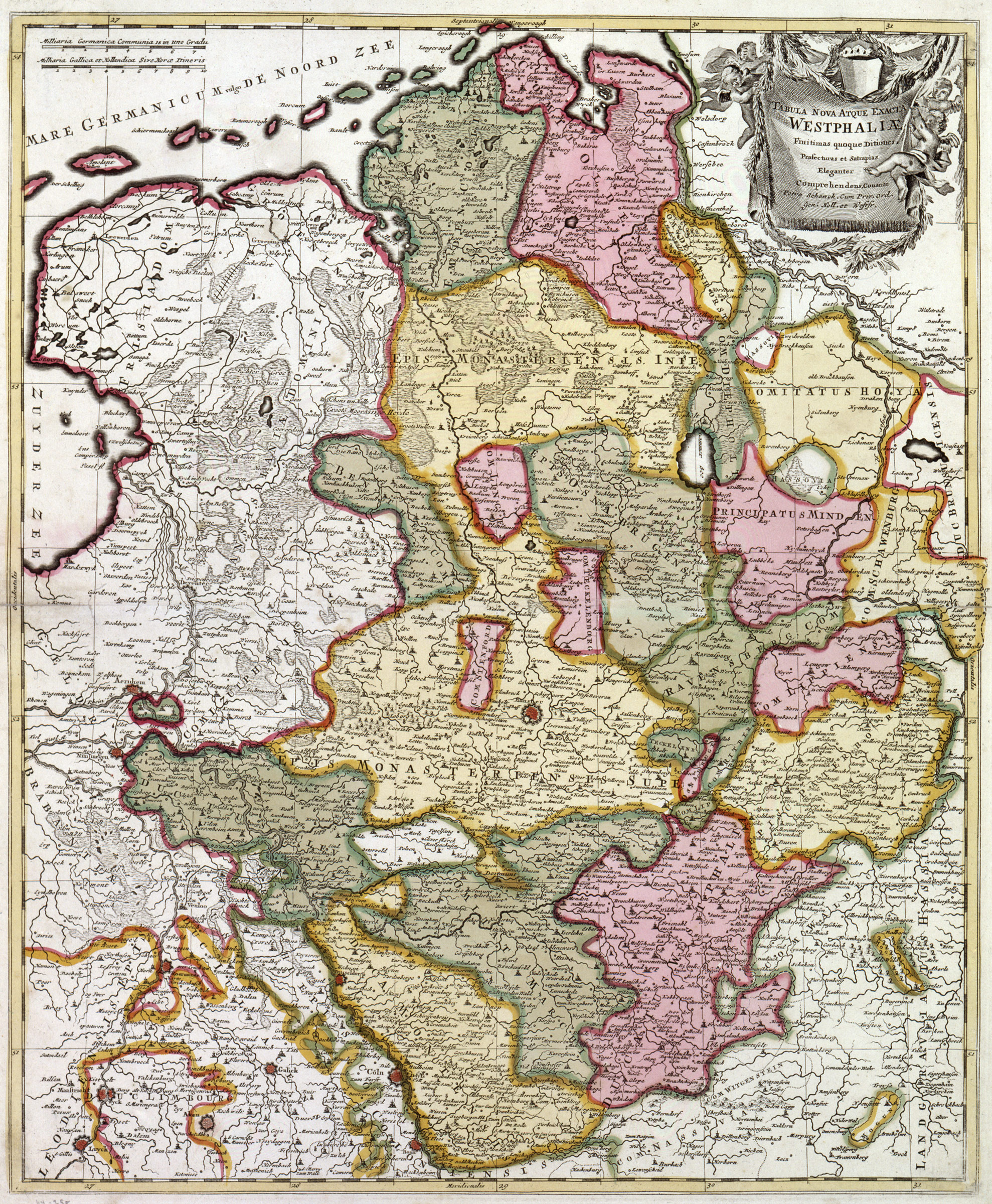
Mappa storica della provincia del Basso Reno-Vestfalia nel 1710.

Il circolo del Basso Reno-Vestfalia (Niederrheinischer und Westfaelischer Reichskreis) fu un circolo imperiale del Sacro Romano Impero, da non confondere con l'omonimo ducato di Vestfalia, appartenente all'elettore di Colonia. Aveva come suoi direttori il vescovo di Münster e alternativamente gli elettori del Brandeburgo e del Palatinato, rispettivamente, come duchi di Kleve e di Jülich con sede della cancelleria del circolo ad Aquisgrana. Era uno dei circoli più ricchi per numero di stati appartenenti costituiti da principati vescovili, abbazie principesche, ducati, principati, varie contee, e tre città imperiali. Le sue vicende politiche sono caratterizzate dalle lotte nate nel XVIII secolo per l'elezione del nuovo principe-vescovo di Münster. Il capitolo era diviso ed elesse nell'ottobre 1706, alla morte del Plettenberg, il principe Carlo di Lorena, vescovo di Osnabrueck, mentre la controparte elesse il conte Francesco Ermanno Giuseppe Wolff von Metternich, vescovo di Paderborn. La contestazione della elezione fu allora portata all'arbitrato della corte pontificia che favorì il Metternich.

## Composizione
La provincia era costituita da:
| Stemma | Nome                    | Tipologia                                        | Note |
| ------ | ----------------------- | ------------------------------------------------ | --- |
|        | Arenberg                | principato                                       | al duca omonimo con l'81º seggio al Reichstag dal 1644                                                                                       |
|        | Aquisgrana              | Città Imperiale                                  | sede della Dieta del circolo; appartiene al banco renano della città imperiali                                                               |
|        | Anholt                  | Contea                                           | 18ª contea della Westfalia, ai principi di Salm-Salm                                                                                         |
|        | Barmstedt               | signoria                                         | ai conti von Rantzau |
|        | Bentheim                | Contea (1421)                                    | capitale a Nordhorn; in ipoteca all'Hannover dal 1753                                                                                        |
|        | Bentheim-Steinfurt      | Contea (1495)                                    | ai conti della linea omonima |
|        | Bentheim-Tecklenburg    | Contea unita a Lingen                            | i conti omonimi la cedono nel 1707 al Brandeburgo mantenendone il titolo                                                                     |
|        | Berg                    | Ducato (1380)                                    | insieme a Julich è in unione personale con l'elettore palatino                                                                               |
|        | Blankenheim-Gerolstein  | Contea                                           | ai conti von Manderscheid, dal 1780 ereditata dai conti von Sternberg                                                                        |
|        | Brakel                  | Città Imperiale                                  | assorbita dal vescovato di Paderborn |
|        | Bronkhorst              | Contea                                           | assorbita dall'impero nel 1719 dopo estinzione                                                                                               |
|        | Cambrai                 | Vescovato                                        | alla Francia dal XVII secolo |
|        | Cambrai                 | Città Imperiale                                  | alla Francia |
|        | Cleves                  | Ducato                                           | all'elettore del Brandeburgo, re di Prussia                                                                                                  |
|        | Colonia                 | Città Imperiale                                  | sede delle consacrazioni imperiali (1475) |
|        | Corvey                  | Abbazia principesca                              | 9º Prevostura, poi principato vescovile; 69º seggio al Reichstag                                                                             |
|        | Delmenhorst             | Contea                                           | unita a quella di Oldenburg; dal 1666 al re di Danimarca e dal 1777 ai duchi di Holstein-Gottorp                                             |
|        | Diepholz                | Contea                                           | 11ª contea della Westfalia, all'Hannover |
|        | Dortmund                | Città Imperiale                                  | |
|        | Duisburg                | Città Imperiale                                  | annessa al principato di Moers; all'elettore del Brandeburgo                                                                                 |
|        | Düren                   | Città Imperiale                                  | |
|        | Dyck                    | Signoria                                         | 30ª contea della Westfalia, ai conti Salm-Reifferscheid della casata dei Salm                                                                |
|        | Echternach              | Abbazia principesca                              | al ducato di Lussemburgo; all'Austria |
|        | Essen                   | Abbazia femminile                                | badessa sotto il protettorato del Brandeburgo; 10ª Prelatura del Reno; signorie di Huckard e Rellinghausen                                   |
|        | Fagnolles (Fagnolle)    | Contea                                           | creata nel 1766 per il conte poi principe de Ligne                                                                                           |
|        | Freudenberg             | Abbazia principesca                              | |
|        | Frisia orientale        | Contea principesca                               | principato dal 1667, dal 1744 al Brandeburgo; con l'89º voto alla Dieta imperiale dal 1754                                                   |
|        | Gemen (Gehmen)          | Signoria poi Contea (1653)                       | dal 1640 ai conti von Limburg-Styrum di Borculo e poi venduta ai baroni von Boemelberg zu Boineburg (1800)                                   |
|        | Gimborn                 | Signoria poi contea (1630)                       | ai principi von Schwarzenberg e ceduta nel 1782 con la signoria di Neustadt al conte von Wallmoden                                           |
|        | Grunsfeld (o Gronsveld) | Signoria poi Contea (1754)                       | ai conti von Torring-Jettenbach con voto dal 1788                                                                                            |
|        | Hallermund              | Contea (1709)                                    | ai conti von Platen (1689) sotto il protettorato dell'Hannover                                                                               |
|        | Herford                 | Abbazia femminile                                | badessa evangelica; 13ª Prelatura del Reno; sotto il protettorato del Brandeburgo                                                            |
|        | Herford                 | Città Imperiale                                  | occupata e annessa dal Brandeburgo |
|        | Holzappel               | Contea (1707)                                    | ai margravi di Anhalt-Bernburg-Schaumburg-Hoym                                                                                               |
|        | Hoorn                   | Contea                                           | (1614) al vescovo di Liegi |
|        | Hoya                    | Contea                                           | 10ª contea della Westfalia, all'Hannover |
|        | Jever                   | Signoria                                         | |
|        | Jülich                  | Ducato                                           | al Palatinato |
|        | Kerpen-Lommersum        | Contea (1712)                                    | ai conti von Schaesberg |
|        | Kornelimünster          | Abbazia principesca                              | 5° Prelatura del Reno |
|        | Lemgo                   | Città Imperiale                                  | annessa dalla contea di Lippe |
|        | Liegi                   | Vescovato principesco                            | 47º voto al Reichstag. Ha sovranità limitata su Maastricht.                                                                                  |
|        | Lingen                  | Contea                                           | ai conti di Bentheim della linea omonima che nel 1707 hanno venduto al Brandeburgo, mantenendo i titoli                                      |
|        | Lippe                   | Contea poi Principato (1789)                     | ai principi von der Lippe zu Detmold (1720)                                                                                                  |
|        | Malmedy e Stavelot      | Abbazia principesca                              | 8º Prevostura, in unione con Stavelot col 67º voto al Reichstag                                                                              |
|        | Manderscheid            | Contea                                           | ai conti omonimi poi dal 1780 ai conti von Sternberg                                                                                         |
|        | Mark                    | Contea                                           | con Ravensburg al Brandeburgo |
|        | Myllendonk              | Signoria poi Contea (1737)                       | ai conti von Ostein che l'acquistaano nel 1733 dagli eredi della contessa von Berlepsch; con voto collegiale dei conti di Westfalia dal 1766 |
|        | Minden                  | ex Vescovato Principato                          | Secolarizzazione dal 1648 per il Brandeburgo del Principato vescovile di Minden col 68º voto al Reichstag                                    |
|        | Moers                   | Principato                                       | al Brandeburgo dal 1614; ha il voto al Reichstag dal 1706                                                                                    |
|        | Münster                 | Vescovato principesco                            | spesso in unione con gli elettori di Colonia col 43º seggio al Reichstag                                                                     |
|        | Muensterbilzen          | abbazia femminile                                | la principessa-badessa risiedeva a Wenen finché nel 1773 deve cedere la propria sovranità al vescovo di Liegi                                |
|        | Nassau-Diez             | Contea                                           | ai principi d'Orange-Nassau, "Stadtholder" della Repubblica dei Paesi Bassi                                                                  |
|        | Nassau-Dillenburg       | Principato                                       | ai conti omonimi poi in unione ai principi di Orange-Nassau (1739) con l'87º seggio al Reichstag                                             |
|        | Nassau-Hadamar          | Principato                                       | ai conti omonimi poi alla linea di Dillenburg e infine ai principi d'Orange (1743) con l'86º seggio al Reichstag                             |
|        | Nivelles                | abbazia principesca                              | badessa |
|        | Oldenburg               | Ducato                                           | già contea dal 1666 al re di Danimarca, poi dal 1774 ai duchi di Holstein-Gottorp                                                            |
|        | Osnabrück               | Vescovato principesco                            | dal 1648 si alternano vescovi cattolici con vescovi protestanti                                                                              |
|        | Paderborn               | Vescovato principesco                            | in unione ha l'abbazia principesca di Luegde e il 29º seggio al Reichstag                                                                    |
|        | Pyrmont                 | Contea                                           | in unione ai principi von Waldeck |
|        | Ravensberg              | Contea                                           | al Brandeburgo |
|        | Reckheim                | Contea (1623)                                    | ai conti von Aspremont-Lynden |
|        | Reichenstein            | Signoria poi contea (1702) con Landskron e Rhade | ai conti von Nesselrode sotto il protettorato dell'Hannover                                                                                  |
|        | Rietberg                | Contea (1353)                                    | ai conti Cirksena fino al 1758 poi ai conti e principi von Kaunitz zu Questenburg                                                            |
|        | Sayn-Altenkirchen       | Contea                                           | 1ª Contea vestfaliana: metà di Sayn-Wittgenstein-Sayn, dal 1742 al margravio di Ansbach                                                      |
|        | Sayn-Hachenburg         | Contea                                           | 2ª Contea westfaliana: metà di Sayn-Wittgenstein-Sayn, dal 1714 ai burgravi di Kirchberg                                                     |
|        | Schaumburg              | Contea (1707)                                    | ai margravi d'Anhalt-Bernburg-Schaumburg-Hoym                                                                                                |
|        | Schaumburg-Hesse        | Contea                                           | dal 1648 ai langravi d'Assia-Kassel con capitale Rinteln                                                                                     |
|        | Schaumburg-Lippe        | Contea (1620)                                    | ai conti von Schaumburg-Lippe, cadetti dei Lippe, con capitale a Bueckeburg                                                                  |
|        | Schleiden               | Contea (1580)                                    | con Saffenburg ai conti von der Mark-Lummen, dal 1773 ai duchi von Arenberg                                                                  |
|        | Soest                   | Città Imperiale                                  | annessa dal Brandeburgo |
|        | Spiegelberg             | Contea                                           | 12ª contea della Westfalia, all'Hannover |
|        | Stablo                  | Abbazia                                          | seggio 67 del Reichstag |
|        | Steinfurt               | Contea (1495)                                    | ai conti omonimi |
|        | Tecklenburg             | Contea                                           | ai conti omonimi che nel 1707 cedono al Brandeburgo, rimanendo solo signori sovrani di Rheda                                                 |
|        | Thorn                   | Abbazia femminile                                | 19ª Prelatura del Reno, in unione con l'abbazia di Essen; 5,78 km²                                                                           |
|        | Utrecht                 | Vescovato principesco                            | secolarizzato nel 1528 per i Paesi Bassi spagnoli                                                                                            |
|        | Verden                  | Principato                                       | Il Principato vescovile di Verden fu secolarizzato dal Re di Svezia dal 1648; dal 1720 alla Gran Bretagna; ha il 46º seggio al Reichstag.    |
|        | Verden                  | Città                                            | status incerto, annessa dal suddetto principato                                                                                              |
|        | Virneburg               | Contea                                           | ai conti von Loewenstein-Wertheim-Virneburg                                                                                                  |
|        | Warburg                 | Città Imperiale                                  | annessa da Paderborg. |
|        | Werden                  | Abbazia                                          | 16° Prelatura del Reno in unione con l'abbazia di Essen; signoria di Steele                                                                  |
|        | Wesel                   | Città Imperiale                                  | status incerto; annessa dal ducato di Kleve                                                                                                  |
|        | Wickrath                | Signoria poi Contea (1752)                       | ai von Quadt zu Wickrath |
|        | Wied                    | Contea poi principato (1784)                     | suddivisa nelle linee dei conti di Wied-Runkel e Wied-Neuwied                                                                                |
|        | Winneburg               | Signoria poi contea                              | ai conti von Metternich con la signoria di Beilstein                                                                                         |
|        | Wittem                  | Signoria poi Contea (1732)                       | con Eyss e la contea di Slenaken ai conti von Plettenberg zu Lenhausen                                                                       |
|        | Wyckradt                | signoria con Schwanenberg                        | ai von Quadt, conti dal 1752 |

### Enclavi
La provincia aveva anche delle enclavi non ad essa appartenenti:
- Kurköln col ducato di Vestfalia ed il Vest Recklinghausen; Provincia dell'Elettorato del Reno
- Ducato di Limburg; Provincia Borgognona
- Abbazia imperiale di Burtscheid
- Signoria di Dyck
- Signoria di Hörstgen
- Signoria di Rheda
- Signoria di Saffenburg

### Trasferimenti
- La  Gheldria, dal 1538 in unione personale con la casa di Mark, dal 1548 passò nella Provincia Borgognona
- Il  Lussemburgo passò alla Provincia Borgognona e dal 1714 agli Asburgo d'Austria
- Il  Principato vescovile di Utrecht dal 1528 fu secolarizzato per i Paesi Bassi spagnoli, dal 1548 andò alla Provincia Borgognona e dal 1648 alla Repubblica Olandese